# La Grande-Résie
La Grande-Résie é uma comuna francesa na região administrativa de Borgonha-Franco-Condado, no departamento de Alto Sona. Estende-se por uma área de 4,76 km². Em 2010 a comuna tinha 89 habitantes (densidade: 18,7 hab./km²).